# Тенерифский трамвай
Трамвай Тенерифе (исп. Tranvía de Tenerife) — система трамвая на острове Тенерифе (Канарские острова).
Впервые трамвайная система была открыта на Тенерифе 7 апреля 1901 года. Линия соединившая Санта-Крус и Ла-Лагуна строилась под руководством испанского инженера Хулио Сервера Бавиера (исп. Julio Cervera Baviera). В 1904 году линия была продлена до Такоронте. Функционировала линия до 1951 года, а затем была закрыта.
Вторичное открытие трамвайной системы состоялось 2 июня 2007 года, благодаря в настоящее время является единственным видом рельсового транспорта на Канарских островах.
На 2010 год работают две линии, первая протяжённостью 12,5 км и вторая 3,6 км.
Планируется увеличение протяжённости первых двух линий и строительство третьей.
Первая линия будет увеличена на четыре станции, включая «Северный аэропорт Тенерифе». Вторая линия продлится до района Санта — Крус , — Ла Галлега (La Gallega).
Третья линия пройдёт по прибрежным районам столицы, минуя центр.
Кроме того, компания Metropolitano de Tenerife эксплуатирующая трамвайную систему планирует к 2017 году завершить строительство электрифицированной железной дороги протяжённостью 80 км, которая будет иметь общий пересадочный узел с трамвайной системой и автовокзалом в Санта-Крус (исп. Intercambiador de Transportes de Santa Cruz de Tenerife).
1 Линия-Línea 1 (Tranvía de Tenerife)
2 Линия-Línea 2 (Tranvía de Tenerife)

## Тарифы
Одноразовый билет (1 поездка) 1.35 € -
Билет «туда и обратно» (2 поездки) € 2,50 -
BonoVía 15 € 15.00 € (стоимость 1 поездки 1.05 €)
BonoVía 25 € 25.00 € (стоимость 1 поездки 1.05 €)
BonoVía 15 € «Университет Ла-Лагуна» € 15.00 (стоимость 1 поездки 0.80 €)
Месячный проездной «трамвай-автобус» (неограниченное количество поездок в столичном районе) 48.00 € -
Пересадка с линии на линию (больше 1 часа) € 0,35
Проездной для льготных категорий (с низким уровнем дохода) и инвалидов 6.50 € (стоимость одной поездки 0.10 €)
Проездной для многодетной семьи 40.00 € (стоимость одной поездки € 0,80)